# كأس العراق 1977–78
فاز بهذه النسخة من بطولة لكأس العراق نادي الطيران، وقد اشتركت فيها 32 فريقاً تمثل فرق الدرجتين الأولى والثانية.

## الجولة الأولى

### يوم9 أيلول
- نادي الطيران (ب) × نادي الجيش (1-0)
- نادي ديالى × نادي الزوراء (2-5)
- نادي بابل × نادي الرافدين

### يوم10 أيلول
- نادي الشباب × نادي البحري
- نادي الميناء × نادي العمال
- نادي الموصل × نادي الطيران (0-2)
- نادي النجف × نادي الأمانة
- نادي الكوفة × نادي الاتحاد (البصرة)
- نادي الثورة (كركوك) × نادي الزوراء (ب) (3-0)
- نادي صلاح الدين × نادي الأمانة (ب)
- نادي أربيل × نادي الشرطة
- نادي الحرية (العمارة) × نادي الحلة
- نادي الجزائر (الناصرية) × نادي الصناعة
- نادي الفلوجة × نادي الاقتصاد
- نادي الثغر × نادي الجامعة
- نادي السماوة × نادي الديوانية

## الجولة الثانية

### يوم16 أيلول
- نادي الزوراء × نادي الطيران (ب) (3-0)
- نادي البحري × نادي بابل
- نادي الأمانة × نادي الميناء

### يوم17 أيلول
- نادي الطيران × نادي الاتحاد (1-0)
- نادي الثورة × نادي الأمانة (ب)
- نادي الشرطة × نادي الحرية
- نادي الاقتصاد × نادي الجزائر

### يوم18 أيلول
- نادي الجامعة × نادي السماوة

## ربع النهائي
أقيمت المباريات يوم 24 نوفمبر 1977:
- نادي البحري × نادي الزوراء (2-1)
- نادي الطيران × نادي الأمانة (2-1)
- نادي الثورة × نادي الشرطة (2-3)
- نادي الاقتصاد × نادي الجامعة (ض.ج.)

## نصف النهائي
أقيمت المباريات يوم 3 نيسان 1978:
- نادي الطيران × نادي البحري (3-0)، بعد انسحاب نادي البحري
- نادي الاقتصاد × نادي الشرطة (0-1)

## المباراة النهائية
أقيمت المباريات يوم 7 نيسان 1978:
فاز نادي الطيران بالبطولة بعد فوزه على نادي الشرطة بضربات الترجيح (5-3) بعد انتهاء الوقتين الأصلي والإضافي (1-1) سجلهما حسين لعيبي (10°) ونجاح فاضل (20°)
سجل لنادي الطيران: سعدي توما وسليم ملاخ وقصي قاسم وحسين علي ثجيل وناظم شاكر.
وسجل لنادي الشرطة: دوكلص عزيز وسعد داود وحسين لعيبي، بينما أضاع رياض نوري الركلة الثالثة لفريقه.

### تشكيلة نادي الطيران
- رزاق دخيل
- صباح نوري
- قصي قاسم
- ناظم شاكر
- سعدي توما
- صباح عبد الرزاق
- حسين علي ثجيل
- هشام مصطفى
- حنون مشكور
- سليم ملاخ
- نجاح فاضل
- المدرب: عبد الإله محمد حسن

### تشكيلة نادي الشرطة
- رعد حمودي
- طارق عبد الأمير
- عدنان جعفر
- دوكلاص عزيز
- عصام خليل
- رياض نوري
- هادي حسين الجنابي
- معتز حسين
- حسين لعيبي
- جبار حامد
- سعد دواد
- المدرب: عبد القادر زينل